# Луций Цецилий Метел (консул 251 пр.н.е.)
Вижте пояснителната страница за други личности с името Луций Цецилий Метел.
Луций Цецилий Метел (на латински: Lucius Caecilius Metellus; * 290; † 221 пр.н.е.) e политик и военачалник на Римската република през 3 век пр.н.е.

## Произход и кариера
Син е на Луций Цецилий Метел Дентер, от gens Цецилии.
Луций Метел е консул през 251 и 247 пр.н.е., велик понтифик (Pontifex Maximus) през 243 пр.н.е. и диктатор през 224 пр.н.е. По време на Първата пуническа война Луций Цецилий Метел побеждава при Панорм (днешния Палермо, Сицилия) картагенския генерал Хасдрубал и пленява голям брой бойни слонове, които показва през 250 пр.н.е. в Рим в триумфално шествие. Оттогава слоновете са символ на Метелите. През 249 пр.н.е. e началник на конницата (magister equitum, заместник) на диктатора Авъл Атилий Калатин.
През 247 пр.н.е. e отново консул в Сицилия и обсажда Лилибаеум. През 241 пр.н.е. той спасява Паладиона на храмът Веста и ослепява. През 224 пр.н.е. Луций Цецилий Метел е диктатор (dictator comitiorum habendorum causa) и ръководи изборите. Той е понтифекс и от 243 пр.н.е. до смъртта си през 221 pontifex maximus.

## Деца
- Луций Цецилий Метел (трибун)
- Квинт Цецилий Метел (консул 206 пр.н.е.)
- Марк Цецилий Метел (претор)